# Antras (Gers)
Antras ist eine französische Gemeinde mit 41 Einwohnern (Stand 1. Januar 2022) im Département Gers in der Region Okzitanien. Sie gehört zum Arrondissement Auch und zum Kanton Gascogne-Auscitaine. 
Sie grenzt im Norden an Jegun, im Osten an Saint-Lary, im Süden an Ordan-Larroque und im Westen an Biran.

## Bevölkerungsentwicklung
| Jahr      | 1962 | 1968 | 1975 | 1982 | 1990 | 1999 | 2008 | 2015 |
| --------- | ---- | ---- | ---- | ---- | ---- | ---- | ---- | ---- |
| Einwohner | 93   | 86   | 49   | 55   | 51   | 58   | 61   | 49   |